# În cursul nopții
În cursul nopții (titlu original: All Through the Night) este un film american thriller de comedie cu gangsteri cu spioni din 1942 regizat de Vincent Sherman. Rolurile principale au fost interpretate de actorii Humphrey Bogart, Conrad Veidt și Kaaren Verne; cu Peter Lorre, Frank McHugh, Jackie Gleason, Phil Silvers, Barton MacLane și William Demarest în roluri secundare. 

## Distribuție
- Humphrey Bogart - Alfred "Gloves" Donahue
- Conrad Veidt - Hall Ebbing
- Kaaren Verne - Leda Hamilton
- Jane Darwell - Mrs. 'Ma' Donahue
- Frank McHugh - Barney
- Peter Lorre - Pepi
- Judith Anderson - Madame
- William Demarest - Sunshine
- Jackie Gleason - Starchy
- Phil Silvers - Waiter
- Wallace Ford - Spats Hunter, Gloves' lawyer
- Barton MacLane - Marty Callahan
- Edward Brophy - Joe Denning
- Martin Kosleck - Steindorff
- Jean Ames - Annabelle
- Ludwig Stössel - Mr. Herman Miller
- Irene Seidner - Mrs. Miller
- James Burke - Lieutenant Forbes
- Ben Welden - Smitty
- Hans Schumm - Anton
- Charles Cane - Sage
- Frank Sully - Spence
- Sam McDaniel - Saratoga
- Eddy Chandler - Police Sergeant (nemenționat)
- Louis V. Arco - Short-Wave Radio Man (nemenționat)
- Emory Parnell - Cop Outside Warehouse (nemenționat)
- Henry Victor - Meeting Receptionist (nemenționat)

## Producție
Producția a fost finalizată la începutul lunii octombrie 1941, cu două luni înainte de atacul de la Pearl Harbor. Filmul a fost lansat la New York pe 23 ianuarie 1942. Cheltuielile de producție s-au ridicat la 643.000 $.

## Lansare și primire
A avut încasări de 1.968.000 $.